# Верден (Манитоба)
Верден (енгл. Virden) је малена варош на крајњем југозападу канадске провинције Манитоба и део је географско-статистичке регије Вестман.
Варош се налази на раскрсници трансканадског аутопута и локалног друма 83. Варош је удаљена око 70 км западно од града Брандона, односно око 25 км северозападно од вароши Оук Лејк. На око 35 км западније је интерпровинцијска граница са Саскачеваном, док је 100 км јужније међудржавна граница према америчкој савезној држави Северна Дакота.
Насеље основано почетком 19. века настало је на пољопривредним основама (као фармерска заједница), а први већи раст забележило је крајем 19. века изградњом железнице. Године 1951. у близини вароши пронађена су значајнија лежишта нафте што је Вердену донело незваничну титулу нафтне престонице Манитобе.
Према резултатима са пописа становништва из 2011. у варошици је живело 3.114 становника у 1.446 домаћинства, што је за 3,5% више у односу на 3.010 житеља колико је регистровано
приликом пописа 2006. године.

## Становништво
| 1996. | 2001. | 2006. | 2011. | 2016. |
| ----- | ----- | ----- | ----- | ----- |
| 3.137 | 3.109 | 3.010 | 3.114 | 3.322 |